# Tscheboksarsker Stausee
Der Tscheboksarsker Stausee (russisch Чебоксарское водохранилище/ Tscheboksarskoje wodochranilischtsche) ist ein Stausee an der Wolga im europäischen Teil Russlands. Er gehört zur sogenannten Wolga-Kama-Kaskade.
Der Stausee erstreckt sich am Mittellauf der Wolga auf etwa 100 km Länge oberhalb von Nowotscheboksarsk. In den Stausee, der 2.274 km² Fläche und 13,8 Mrd. m³ Stauraum hat, münden die Wetluga von Norden und die Sura von Süden. Die größte Stadt am Tscheboksarsker Stausee ist – neben Tscheboksary, der Hauptstadt der Republik Tschuwaschien – Kosmodemjansk.
In den Erdschüttdamm (⊙) wurden eine Wehranlage zur Hochwasserentlastung und eine Zweikammerschleuse mit maximal 18 m Hubhöhe für die Schifffahrt integriert. Im 570 m langen und 70 m breiten Kraftwerksgebäude arbeiten 18 Turbinen, die insgesamt 1.404 MW leisten.
Über den Damm führt die Fernstraße „Wjatka“ von Tscheboksary nach Kirow.